# NGC 4779
NGC 4779 este o galaxie spirală situată în constelația Fecioara. A fost descoperită în 15 aprilie 1784 de către William Herschel. Se află la o distanță de 41,9 de megaparseci de Pământ.